# 上里カンターレ
上里カンターレ（かみさとカンターレ）は、埼玉県児玉郡上里町にある工場と店舗の併設型施設。洋菓子をOEM製造している株式会社シェリエ（本社：埼玉県本庄市児玉町）が運営している。

## 概要
関越自動車道上里サービスエリアのスマートインターチェンジ化、周辺の工業団地整備と並行して、サービスエリア脇に2015年11月13日に開業した。上里スマートインターチェンジは同年12月20日に供用が開始された。
南イタリアのリゾートホテルをイメージしたデザインの建物で、洋菓子販売のほかレストラン、クッキングスタジオを備え、工場見学も行っている。同様の姉妹施設としてグループ会社が運営している花園フォレストがある。

## メディア紹介
- テレビ東京の番組「L4 YOU!」 2015年12月10日放送で紹介された[5]。

## 所在地
- 埼玉県児玉郡上里町勅使河原1000-2